# Campeonato Mundial de Patinaje Artístico sobre Hielo de 1935
El XXXIII Campeonato Mundial de Patinaje Artístico se realizó en Budapest (concurso masculino y por parejas) entre el 16 y el 17 de febrero y en Viena (concurso femenino) entre el 8 y el 9 de febrero de 1935 bajo la organización de la Unión Internacional de Patinaje sobre Hielo (ISU), la Federación Húngara de Patinaje sobre Hielo y la Federación Austriaca de Patinaje sobre Hielo. 

## Resultados

### Masculino
| Puesto | Nombre       | País        | Puntos |
| ------ | ------------ | ----------- | ------ |
| Oro    | Karl Schäfer | Austria     | 8      |
| Plata  | Jack Dunn    | Reino Unido | 15     |
| Bronce | Dénes Pataky | Hungría     | 15     |

### Femenino
| Puesto | Nombre           | País        | Puntos |
| ------ | ---------------- | ----------- | ------ |
| Oro    | Sonja Henie      | Noruega     | 7      |
| Plata  | Cecilia Colledge | Reino Unido | 17     |
| Bronce | Vivi-Anne Hultén | Suecia      | 22     |

### Parejas
| Puesto | Nombre                         | País    | Puntos |
| ------ | ------------------------------ | ------- | ------ |
| Oro    | Emilia Rotter / László Szollás | Hungría | 5      |
| Plata  | Ilse Pausin / Erich Pausin     | Austria | 12,5   |
| Bronce | Lucy Galló / Rezsö Dillinger   | Hungría | 14,5   |

## Medallero
| Núm. | País        | Oro | Plata | Bronce | Total |
| ---- | ----------- | --- | ----- | ------ | ----- |
| 1    | Austria     | 1   | 1     | 0      | 2     |
| 2    | Hungría     | 1   | 0     | 2      | 3     |
| 3    | Noruega     | 1   | 0     | 0      | 1     |
| 4    | Reino Unido | 0   | 2     | 0      | 2     |
| 5    | Suecia      | 0   | 0     | 1      | 1     |
|      | TOTAL       | 3   | 3     | 3      | 9     |

| Predecesor: Suecia - Noruega - Finlandia 1934 | Campeonato Mundial de Patinaje Artístico sobre Hielo 1935 | Sucesor: Francia 1936 |